# Eleição para governador de Ohio em 2010
A eleição para governador do estado americano do Ohio em 2010 de Ohio aconteceu no dia 2 de novembro de 2010. O governador Ted Strickland, vai concorer a reeleição e será desafiado pelo ex-congressista republicano John Kasich.